# معركة عدن 2018
معركة عدن هي اشتباكات مسلحة بدأت في يوم 28 يناير 2018 بين قوات المجلس الانتقالي الجنوبي والحكومة اليمنية في عدن.

## خلفية
دعا الانفصاليون إلى استقلال جمهورية اليمن الديمقراطية الشعبية، التي كانت دولة مستقلة حتى عام 1990 وعاصمتها عدن. بعد قيام الوحدة اليمنية مع الجمهورية العربية اليمنية، كانت هناك محاولتان رئيسيتان للانفصال، الأولى في حرب 1994  والتمرد في جنوب اليمن (2009–2015).
تم إنشاء المجلس الانتقالي الجنوبي في مايو 2017، وأصبح عيدروس الزبيدي، الذي كان محافظاً لمحافظة عدن زعيماً للمجلس بعد إقالته من منصبه من قبل الرئيس عبد ربه منصور هادي في 27 أبريل 2017.
في خضم التوترات بين المجلس الانتقالي الجنوبي المدعوم من دولة الإمارات العربية المتحدة، وحكومة هادي المدعومة من السعودية في عدن، أعلن المجلس الجنوبي في 21 يناير 2018 أنه سيقوم بالإطاحة بالحكومة اليمنية في غضون أسبوع ما لم يقم الرئيس هادي بإقالة حكومته بأكملها، بما في ذلك رئيس الوزراء أحمد عبيد بن دغر. وأعلن المجلس حالة الطوارىء حتى يتم تنفيذ مطلبها.، حظرت الحكومة من الاحتجاجات في عدن، ولكن نظم الإنفصاليون مظاهرة مناهضة للحكومة 28 يناير 2018.

## الجدول الزمني

### اندلاع القتال
اندلعت معارك مسلحة في عدن في 28 يناير 2018 عندما حاولت قوات الأمن الموالية للحكومة منع المتظاهرين المؤيدين للإنفصاليون من دخول المدينة. وتشمل المناطق التي تأثرت من القتال خور مكسر والمنصورة ومديرية دار سعد، مع احتجاجات في ساحة العروض. وتفيد التقارير بأن القوات الموالية للإنفصاليون أستولت على عدد من المكاتب الحكومية، بما في ذلك مقر حكومة بن دغر.

### 28 يناير
في 28 يناير سيطر الانفصاليون على مقر الحكومة في عدن. وبعد ذلك أمرت الحكومة قواتها بالعودة إلى ثكناتها، وذلك بعد اشتباكات عنيفة وفي المساء أنخفض القتال، بعد توجيهات أصدرها رئيس الوزراء بن دغر بالهدنة،  ولكن القتال استمر في أواخر الليل.

### 29 يناير
أندلع قتال جديد بعد وقف قصير لإطلاق النار في اليوم السابق. حيث أرسل الانفصاليون تعزيزات محافظتي الضالع وشبوة إلى عدن في 29 يناير.
كما أستخدمت الدبابات والمدفعية الثقيلة في المعارك، مما أسفر عن مقتل خمسة مقاتلين من الانفصاليون وأربعة جنود من الحكومة.
قصفت القوات الرئاسية بقيادة العميد عبد الله الصبيحي جبل حديد الذي يطل على اللواء الأول لقوات الحزام الأمني ويديره اللواء عيدروس الزبيدي.
ونشر الجانبان الدبابات وتبادلوا القصف في خور مكسر، وانتشر القناصة على أسطح المباني. وانتقل القتال إلى منطقة كريتر، وأغلقت المدارس لليوم الثاني على التوالي، ولاحقاً أعلن الانفصاليون الإنتصار.

### 30 يناير
في 30 يناير، زعمت القوات الانفصالية أنها استولت على عدن بالكامل. حيث قامت بمحاصرة أعضاء حكومة هادي المتواجدين في عدن، بمن فيهم رئيس الوزراء، في القصر الرئاسي،  ولم يقتحموا المكان. وكان رئيس الوزراء يستعد للمغادرة بعد ان استولى الانفصاليون على المنطقة المحيطة بالقصر الرئاسي في عدن في معارك ضارية بين عشية وضحاها. وأوقفت مؤسسة أنقذوا الأطفال الخيرية العمل الإنساني في المدينة بسبب القتال.
أستولت قوات المجلس الجنوبي على مديرية دار سعد، بعد أن استولت على كريتر والتواهي.

### 31 يناير
في 31 يناير، تولى الانفصاليون مهام سكرتير رئيس الوزراء، ولكن القتال توقف.

## ردود الفعل

### محلية
- – صرَّح رئيس الوزراء أحمد عبيد بن دغر قائلا: «الانقلاب الجاري هنا في عدن هو انقلاب ضد الشرعية في البلاد والوحدة»[72] ثم طلب من المملكة العربية السعودية تقديم الدعم العسكري اللازم.
- اليمن: أمر الرئيس عبد ربه منصور هادي قواته بوقف إطلاق النار فورا خلال الاشتباكات العنيفة مع الانفصاليين الجنوبيين التي اندلعت في عدن.[73] في 30 كانون الثاني/يناير وصف هادي الاشتباكات بـ «الانقلاب».[74]
- المجلس الانتقالي الجنوبي – ألقى هاني بن بريك اللوم على حكومة هادي وحملها مسؤولية القتال والاقتتال حيث نشر على حسابه في موقع تويتر يقول: «لقد أجبرونا على ارتداء الزي العسكري، على الرغم من أن قلنا لهم بأنالاحتجاجات غير عنيفة. ولكن هم كانوا على استعداد من أجل كل هذا.»[75] في 22 كانون الثاني/يناير اتهم عيدروس الزبيدي حكومة هادي وبن دغر «بالفساد المستشري».[76]
- المجلس الانتقالي الجنوبي – أعلن عيدروس الزبيدي عن حالة طوارئ في عدن وأكد على أن الاشتباكات بدأت من خلال عملية إسقاط لقاعدة هادي على الجنوب. في 30 كانون الثاني / يناير أعلن عيدورس لقناة فرانس 24 عن حصول تعاون عسكري بين قوات طارق صالح لتحرير باقي مدن الشمال.[77][78]

### دولية
- – أعربت وزارة الخارجية الفرنسية عن قلقها إزاء القتال وحثت الجانبين على التفاوض.[79]
- دعا التحالف الذي تقوده السعودية المعنيين إلى عقد اجتماعات مرة أخرى. وأكد على أن الاحتجاجات في عدن كانت دعوة إلى رفض الأخطاء في عمل الحكومة.[80]
- مراقبة حقوق الشيعة: ادعى مصطفى أخواند من مجلس مراقبة حقوق الشيعة أن المعركة كانت نزاع بين المملكة العربية السعودية ودولة الإمارات العربية المتحدة من أجل السيطرة على موارد اليمن الطبيعية المكتشفة حديثا من نفط، فضة، و ذهب خاصة في المناطق بالقرب من الحدود من سلطنة عمان.[81] وقال أيضا أنه وجب على هادي تقديم استقالته أو التفاوض مع الحوثيين من أجل إعادة بناء البلاد.